# Rullekrave
En rullekrave (roll-neck i Storbritannien eller turtleneck i USA og Canada og skivvy i Australien og New Zealand) er en sweater med en tætsiddende og høj krave, der kan rulles op og dækker halsen.

## Historie

### Historie i Europa
Tøj med rullekrave har været brugt i hundreder af år og kan dateres til 1400-tallet.
Fra 1800-tallet har rullekraver været brugt af atleter, sejlere og søofficerer. Siden midten af 1900-tallet har sorte rullekraver været tæt forbundet med akademikere, filosoffer, kunstnere og intellektuelle. Sweatere med rullekrave blev et ikonisk symbol på den franske filosof Michel Foucault. Rullekraver blev mode blandt unge nyrige mænd efter sweatrene blev brugt af Marcello Mastroianni og Yves Montand. Termen polo neck antages at komme poloskjorter.
Greta Garbo bærer ofte rullekravebluser og bukser privat, og senere gjorde Audrey Hepburn det også på officielle billeder.
Vladimir Putin fra Rusland og Andreas Papandreou fra Grækenland er eksempler på europæiske statsmænd, der bærer rullekraver.

### Historie i USA
Amerikanernes version af rullekraven i 1920 blev indført af Noël Cowardog blev brugt i middelklassen, og feminister brugte dem som unisex-beklædning. I 1950'erne blev den sorte rullekravebluse et særligt kendetegn for eksistentialister. Den blev populær i bredere kredse i midten af 1900-tallet og blev et symbol for dem, der var mod slips og smart formelt tøj. Senator Ted Kennedy, pianisten og dirigenten Vladimir Ashkenazy, dirigenten Seiji Ozawa, filosoffen Michel Foucault, sangeren Barry Manilow, videnskabsmanden Carl Sagan og Apple Inc.-grundlæggeren Steve Jobs er blandt dem, der ofte går med rullekrave.
Den blev et generelt modefænomen, og blandt kvinder blev rullekraver særligt populær blandt teenagere, gerne i lette tætsiddende modeller, der fremhæver deres figur. Snart begyndte folk fra Hollywood også at benytte dem som en del af sweater girl-looket.
I slutningen af 1950'erne blev tætsiddende rullekravetrøjer en del af preppy-stilen blandt unge studerende, som satte pris på et pænt, nydeligt og velplejet ydre. Det blev en vigtig del af rullekravetrøjens image i USA og til dels også i Europa.
Elegante rullekravetrøjer strikket i silke eller nylon med franske manchetter til formelle lejligheder er også set i amerikansk mode.

## Rullekrave som oprør mod slips
Historiske set har rullekravetrøjer fungeret som erstatning for den traditionelle og dominerende skjorte og slips. Nogle af de mere voldsomme konflikter i forbindelse med rullekraver er sket på fine restauranter eller bryllupper, hvor skjorte og slips var dresscode.
John Berendt skrev i Esquire
rullekravetrøjet var den dristigste af alle krænkelserne mode status quo. Det er et billede på den maskuline fremtoning og arrogance, der associeres med atleter, sportsfolk og selv for kommandører på undervandsbåde. Enkeltheden i designet gør slipset overflødigt.
Designeren Halston tilføjede
rullekravetrøjer er den mest komfortable type beklædning du kan have på. De bevæger sig med kroppen, og de smigrer brugeren, da de kan fremhæve ansigtet og forlængere kroppen. De gør livet nemt: du kan gå med rullekrave på arbejde og derefter iføre dig en jakke og du bliver straks smart og elegant. Du kan gå med den overalt.